# Róbert Waltner
Róbert Waltner (ur. 20 września 1977 w Kaposvárze) – węgierski piłkarz występujący na pozycji napastnika. W reprezentacji Węgier zadebiutował w 1998 roku. W latach 1998–2004 rozegrał w niej 6 meczów, w których zdobył jedną bramkę.